# Sarsinella karasikensis
Sarsinella karasikensis és una espècie d'esponja calcària, marina i amb espícules formades per carbonat de calci. L'esponja és l'única espècie del gènere Sarsinella, de la família Achramorphidae. El nom científic de l'espècie va ser publicat per primera vegada el 2019 per Adriana Alvizu, Joana R. Xavier i Hans Tore Rapp.